# Chloropteryx dealbata
Chloropteryx dealbata är en fjärilsart som beskrevs av W. Warren 1909. Chloropteryx dealbata ingår i släktet Chloropteryx och familjen mätare. Inga underarter finns listade i Catalogue of Life.